# All Day and All of the Night
Singles de The Kinks
You Really Got Me
(août 1964) Tired of Waiting for You
(janvier 1965)
All Day and All of the Night est une chanson des Kinks, parue en single en 1964. Elle est musicalement très proche de leur single précédent, You Really Got Me, étant basée sur un riff comparable, et rencontre un succès similaire, se classant 2e au Royaume-Uni et 7e aux États-Unis.
Le titre I Gotta Move sur la face B est enregistré en août 1964 en même temps que l'album Kinks. Il est fort possible que Jimmy Page ait participé à cet enregistrement.

## Reprises et réutilisations
- Le groupe de NWOBHM Praying Mantis reprend la chanson en 1981 sur son album Time Tell No Lies.
- Une reprise par les Stranglers est parue en 1988 et s'est classée 7e au Royaume-Uni.
- Elle apparaît dans les films Good Morning England, L.A. Without a Map et dans le jeu vidéo Guitar Hero: Aerosmith.
- En 2011, le groupe Scorpions la reprend dans son album Comeblack.
- En 2013, la top model Gisele Bündchen reprend également la chanson.